# The Ringer (canción)
«The Ringer» es una canción del rapero estadounidense Eminem de su álbum Kamikaze (2018). Debutó entre los 10 primeros en Australia, Canadá, Finlandia, Irlanda, Nueva Zelanda, Noruega, Suecia, Suiza, el Reino Unido y los Estados Unidos. Contiene una interpolación de "Ooouuu", escrita por Matthew Jacobson y Katorah Marrero, interpretada por Young MA.